# マルコ・ランナ
マルコ・ランナ（Marco Lanna, 1968年7月13日 - ）は、イタリア・ジェノヴァ出身の元サッカー選手。2021年からUCサンプドリアの会長を務めている。

## 経歴
1987-88シーズンにUCサンプドリアでデビューを果たし、徐々にレギュラークラスの選手となった。1990-91シーズンにはチーム史上初のリーグ優勝を果たし、翌1991-92シーズンはチャンピオンズカップ決勝に進出、先発フル出場したが、0-1でFCバルセロナに惜敗した。1993-94シーズンらASローマに移籍、ここで4シーズンをほぼレギュラーとしてプレーした。その後はスペインに渡り、UDサラマンカ、レアル・サラゴサでプレーした後、2001-02シーズンにサンプドリア復帰、シーズン終了後に引退した。
1993年10月14日、1994 FIFAワールドカップ・予選のスイス戦で代表デビューするも、代表チームでは僅か2試合の出場に留まった。

## タイトル
サンプドリア
- セリエA：1990-91
- コッパ・イタリア : 1987-88, 1988-89, 1993-94
- UEFAカップウィナーズカップ : 1989-90
- スーペルコッパ・イタリアーナ : 1991
- UEFAチャンピオンズカップ準優勝 : 1991-92